# Automorfismo interno
En álgebra abstracta, un automorfismo interno es un automorfismo de un grupo, anillo, o álgebra dado por la acción de conjugación de un elemento dado. Los automorfismos internos forman un subgrupo del grupo de automorfismos.

## Definición
Si G es un grupo y g es un elemento de G (alternativamente, si G es un anillo y g es una unidad), la función
{\displaystyle {\begin{aligned}\varphi _{g}\colon G&\to G\\\varphi _{g}(x)&:=g^{-1}xg\end{aligned}}}
se llama conjugación por g. Esta función es un endomorfismo de G: para todo {\displaystyle x_{1},x_{2}\in G,}
{\displaystyle \varphi _{g}(x_{1}x_{2})=g^{-1}x_{1}x_{2}g=\left(g^{-1}x_{1}g\right)\left(g^{-1}x_{2}g\right)=\varphi _{g}(x_{1})\varphi _{g}(x_{2}),}
donde la segunda igualdad es dada por la inserción del elemento neutro entre {\displaystyle x_{1}} y {\displaystyle x_{2}.} Además, tiene una función inversa por la izquierda y por la derecha, a la que podemos llamar {\displaystyle \varphi _{g^{-1}}.} Por tanto, {\displaystyle \varphi _{g}} es biyectiva, así como un isomorfismo de G en sí mismo; es decir, un automorfismo. Un automorfismo interno es cualquier automorfismo que surge de la conjugación.

## Grupos de automorfismos internos y externos
La composición de funciones de dos automorfismos internos es también un automorfismo interno, y, con esta operación, la colección de todos los automorfismos internos de G es un grupo, el grupo de automorfismos internos de G, denotado por Int(G).
Int(G) es un subgrupo normal del grupo de automorfismos Aut(G) de G. El grupo de automorfismos externos, Ext(G), es el grupo cociente
{\displaystyle \operatorname {Ext} (G)=\operatorname {Aut} (G)/\operatorname {Int} (G).}
El grupo de automorfismos externos mide, en cierto sentido, cuántos automorfismos de G no son internos. A todo automorfismo no interno se le puede asignar un elemento no trivial de Ext(G), pero automorfismos no lineales diferentes pueden tener asignado un mismo elemento de Ext(G).
Decir que la conjugación de x por a no modifica a x equivale a decir que a y x conmutan:
{\displaystyle a^{-1}xa=x\iff xa=ax.}
Por lo tanto, la existencia y el número de automorfismos internos que no son la función identidad son una manera de medir la no-conmutatividad del grupo (o anillo).
Asociando el elemento a ∈ G con el automorfismo interno f(x) = a-1xa en Int(G), se obtiene un isomorfismo entre el grupo cociente G / Z(G) (donde Z(G) es el centro de G) y el grupo de automorfismos internos:
{\displaystyle G\,/\,\mathrm {Z} (G)\cong \operatorname {Inn} (G).}
Esta es una consecuencia del primer teorema de isomorfía, pues Z(G) es precisamente el conjunto de aquellos elementos de G que tienen asociada la función identidad como automorfismo interno correspondiente (la conjugación no cambia nada).

### Tipos de grupos
El automorfismo interno de un grupo G, Int(G), es trivial (es decir, contiene únicamente al elemento neutro) si y solo si G es abeliano.
El grupo Int(G) es cíclico solo cuando es trivial.
Al otro lado del espectro, los automorfismos internos pueden llenar el grupo de automorfismos Aut(G) entero. Un grupo cuyos automorfismos son todos internos y cuyo centro es trivial se llama completo. Este es el caso de todos los grupos simétricos de n elementos con n distinto de 2 o 6. Cuando n = 6, el grupo simétrico tiene una clase no trivial de automorfismos no internos única; y, cuando n = 2, el grupo simétrico, aunque no tenga automorfismos no internos, es abeliano, por lo que tiene un centro no trivial, impidiendo que se pueda considerar completo.
Si el grupo de automorfismos internos de un grupo perfecto G es simple, entonces G se considera cuasisimple.

## Extensión
Si G es el grupo de unidades de un anillo, A, entonces un automorfismo interno en G puede extenderse a un mapeo en la recta proyectiva sobre A por el grupo de unidades del anillo de matrices. En particular, el automorfismo interno del grupo clásico puede ser extendido de esa manera.